# Theocris saga
Theocris saga är en skalbaggsart som beskrevs av Thomson 1858. Theocris saga ingår i släktet Theocris och familjen långhorningar.
Artens utbredningsområde är Gabon. Inga underarter finns listade i Catalogue of Life.